# Місце під сонцем (телесеріал, 2021)
«Місце під Сонцем» (порт. Um Lugar ao Sol) — бразильський телесеріал 2021 року у жанрі драми та створений компанією TV Globo. В головних ролях — Кауа Реймон, Алінне Мораес, Андрея Орта, Жуан Паїва, Андреа Бельтран, Маріета Северу, Жозе Де Абреу.
Перша серія вийшла в ефір 8 листопада 2021 року.
Серіал має 1 сезон. Завершився 119-м епізодом, який вийшов у ефір 25 березня 2022 року.
Режисер серіалу — Андре Камара, Маурісіо Фаріас.
Сценарист серіалу — Лісія Манзо, Карла Мадейра, Сесілія Джаннетті, Леонардо Морейра, Родріго Кастільо, Дора Кастеллар, Марта Гоес.

## Сюжет
Розлучені в дитинстві близнюки Крістіан і Ренато ростуть в абсолютно протилежних реаліях. Коли вони зустрічаються віч-на-віч, життя Крістіана безнадійно змінюється.

## Актори та ролі
| Актор               | Роль                                               |
| ------------------- | -------------------------------------------------- |
| Кауа Реймон         | Крістіан Алвес дос Сантос / Ренато Муніс Мейреллес |
| Алінне Мораес       | Барбара Ассунсао Мейреллес                         |
| Андрея Орта         | Лара Морейра Тріндаді                              |
| Жуан Паїва          | Раві Перейра да Сілва                              |
| Андреа Бельтран     | Ребека Ассунсао Мурао                              |
| Маріета Северу      | Ана Марія Морейра Бастос                           |
| Жозе Де Абреу       | Сантьяго Ассунсао                                  |
| Ана Беатріс Ногейра | Еленіс Муніс Мейреллес                             |
| Фернанда Де Фрейтас | Еріка Рібейро Ассунсао                             |
| Габріель Леоне      | Феліпе Соарес                                      |
| Дантон Мелло        | Матеус Ногейра Салес                               |
| Ана Бейрд           | Ніколь Ассунсао                                    |
| Даніель Дантас      | Туліо Мурао                                        |
| Патті Дежесус       | Марія Рут Валенте                                  |
| Деніз Фрага         | Хулія Соареш                                       |
| Фернанда Маркес     | Сесілія Ассунсао                                   |
| Лара Тремуру        | Джойс Родрігес Феррейра                            |
| Регіна Брага        | Лікар. Ана Вірджинія Соарес                        |
| Марко Рікка         | Брено Мартінс                                      |
| Маріана Ліма        | Ілана Пратес                                       |
| Наталія Лаже        | Лікар. Габріела Маседо Гаспар                      |
| Отавіо Муллер       | Пако Валентім                                      |
| Клаудія Мауро       | Хелена Валентина                                   |
| Рената Гаспар       | Стефані Рібейро                                    |
| Данило Грангея      | Роні Сілвейра да Кунья                             |
| Саманта Куадрадо    | Мел Валентін                                       |
| Анхела Фігейреду    | Мерседес                                           |
| Стела Фрейтас       | Гейзе Пімента                                      |
| Фернандо Ейрас      | Теодоро Муніс                                      |
| Джорджина Кастро    | Таяна Морейра                                      |
| Джу Коломбо         | Далва                                              |
| Клаудія Міссура     | Лусілія Мартінс                                    |
| Луїс Серра          | Домісіо Мартінс                                    |
| Яра Де Новаес       | Інасія Родрігес Феррейра                           |
| Роберто Аленкар     | Валдір                                             |
| Індіра Насіменту    | Жанін Жардім                                       |
| Бруна Мартінс       | Бела                                               |
| Саманта Джонс       | Адел                                               |
| Майяра Тереза       | Лейла                                              |
| Павел Реймонд       | Йосія                                              |
| Маджу Ліма          | Марія Ріта Салес Прадо                             |
| Мігель Шмід         | Луан Рібейро                                       |
| Майт Родрігес       | Ясмін Родрігес Феррейра                            |
| Альваро Брандао     | Андерсон Родрігес Феррейра                         |
| Режиналду Фарія     | Анібал Маседо                                      |

## Сезони
| Сезон | Епізоди | Епізоди | Оригінальний показ | Оригінальний показ | Оригінальний показ |
| Сезон | Епізоди | Епізоди | Перший показ       | Останній показ     | Мережа             |
| ----- | ------- | ------- | ------------------ | ------------------ | ------------------ |
| 1     | 103     | 103     | 8 листопада 2021   | 25 березня 2022    | TV Globo           |

## Аудиторія
| Сезон | Розклад     | Епізоди | Перший ефір           | Перший ефір    | Останній ефір        | Останній ефір  | Середня кількість глядачів (бали) |
| Сезон | Розклад     | Епізоди | Дата                  | Глядачі (бали) | Дата                 | Глядачі (бали) | Середня кількість глядачів (бали) |
| ----- | ----------- | ------- | --------------------- | -------------- | -------------------- | -------------- | --------------------------------- |
| 1     | Пн–Сб 21:15 | 103     | 8 листопада 2021 року | 25.2           | 25 березня 2022 року | 25.0           | 22.3                              |

## Рейтинги серій

### Сезон 1 (2021)
| Тиждень                  | Дата                     | Дата                     | День тижня               | День тижня               | День тижня               | День тижня               | День тижня               | День тижня               | Середній рейтинг за тиждень (бали) |
| Тиждень                  | початку тижня            | закінчення тижня         | понеділок                | вівторок                 | середа                   | четвер                   | п'ятниця                 | субота                   | Середній рейтинг за тиждень (бали) |
| 1                        | 08/11                    | 13/11/2021               | 25                       | 24                       | 23                       | 23                       | 22                       | 23                       | 23.3                               |
| 2                        | 15/11                    | 20/11/2021               | 23                       | 16                       | 22                       | 24                       | 22                       | 21                       | 21.3                               |
| 3                        | 22/11                    | 27/11/2021               | 23                       | 22                       | 24                       | 23                       | 23                       | 20                       | 22.5                               |
| 4                        | 29/11                    | 04/12/2021               | 25                       | 24                       | 24                       | 23                       | 21                       | 20                       | 22.8                               |
| 5                        | 06/12                    | 11/12/2021               | 25                       | 24                       | 24                       | 22                       | 22                       | 20                       | 22.8                               |
| 6                        | 13/12                    | 18/12/2021               | 24                       | 25                       | 23                       | 23                       | 21                       | 21                       | 22.8                               |
| 7                        | 20/12                    | 25/12/2021               | 24                       | 24                       | 23                       | 23                       | 15                       | 19                       | 21.3                               |
| 8                        | 27/12                    | 01/01/2022               | 25                       | 24                       | 22                       | 21                       | 17                       | 18                       | 21.2                               |
| 9                        | 03/01                    | 08/01/2022               | 24                       | 23                       | 23                       | 23                       | 22                       | 21                       | 22.7                               |
| 10                       | 10/01                    | 15/01/2022               | 23                       | 24                       | 24                       | 23                       | 22                       | 20                       | 22.7                               |
| 11                       | 17/01                    | 22/01/2022               | 23                       | 23                       | 23                       | 24                       | 18                       | 21                       | 22.0                               |
| 12                       | 24/01                    | 29/01/2022               | 23                       | 23                       | 23                       | 23                       | 22                       | 21                       | 22.5                               |
| 13                       | 31/01                    | 05/02/2022               | 23                       | 21                       | 23                       | 22                       | 20                       | 20                       | 21.5                               |
| 14                       | 07/02                    | 12/02/2022               | 24                       | 23                       | 23                       | 21                       | 20                       | 21                       | 22.0                               |
| 15                       | 14/02                    | 19/02/2022               | 22                       | 24                       | 22                       | 22                       | 19                       | 20                       | 21.5                               |
| 16                       | 21/02                    | 26/02/2022               | 22                       | 25                       | 23                       | 23                       | 21                       | 21                       | 22.5                               |
| 17                       | 28/02                    | 05/03/2022               | 21                       | 24                       | 22                       | 24                       | 21                       | 22                       | 22.3                               |
| 18                       | 07/03                    | 12/03/2022               | 22                       | 25                       | 22                       | 22                       | 21                       | 20                       | 22.0                               |
| 19                       | 14/03                    | 19/03/2022               | 24                       | 23                       | 25                       | 22                       | 20                       | 22                       | 22.7                               |
| 20                       | 21/03                    | 26/03/2022               | 24                       | 23                       | 24                       | 24                       | 25                       | 21                       | 23.5                               |
| Середній рейтинг серіалу | Середній рейтинг серіалу | Середній рейтинг серіалу | Середній рейтинг серіалу | Середній рейтинг серіалу | Середній рейтинг серіалу | Середній рейтинг серіалу | Середній рейтинг серіалу | Середній рейтинг серіалу | 22.3                               |

## Нагороди та номінації
| Рік      | Нагорода                 | Категорія        | Номінанти     | Результат |
| -------- | ------------------------ | ---------------- | ------------- | --------- |
| 2021 рік | Prêmio APCA de Televisão | Найкращий серіал | Лісія Манзо   | Номінація |
| 2021 рік | Prêmio APCA de Televisão | Найкращий актор  | Кауа Реймон   | Номінація |
| 2021 рік | Prêmio APCA de Televisão | Найкращий актор  | Жуан Паїва    | Перемога  |
| 2022 рік | Troféu Imprensa          | Найкращий серіал | Лісія Манзо   | Перемога  |
| 2022 рік | Troféu Internet          | Найкращий серіал | Лісія Манзо   | Перемога  |
| 2022 рік | Troféu Internet          | Найкращий актор  | Кауа Реймон   | Номінація |
| 2022 рік | Troféu Internet          | Найкраща акторка | Алінне Мораес | Номінація |